# Никола Петлешков
Никола Христов Петлешков е български историк и учител.

## Биография
Роден е на 1 март 1868 година в Брацигово в род произхождащ от костурското село Слимница. Работи като учител в Пазарджик и София. В Пазарджик Петлешков е главен учител и директор с изявена гражданска позиция. Той е сред инициаторите за създаване на „Комитет за увековечаване паметта на К. Величков“, секретар е на Учредителното събрание от 25 ноември 1907 година и е избран за член на Комитета. 
Към 1911 година е председател на главните учители в столицата, където се установява за постоянно на улица „Неофит Рилски“ 28.
Петлешков е делегат на четири конгреса на Съюза на читалищата. На втория от тях в 1914 година е представител на Брациговското читалище, един от секретарите на Конгреса и е избран за член на Контролната комисия на съюза. В следващите три конгреса е делегат от София.
Пише активно в църковния периодичен печат - „Църковен вестник“, „Народен страж“ и други. Автор е на книгите „История на Брациговското въстание“ (заедно с Иван Йеремиев), издадена в 1905 година, „Ян Амос Коменски“, издадена в 1922 година, „Българската православна църква като деятел за духовно и народностно единство в миналото и днес“, издадена в 1934 година и други.
Автор е и на множество студии, учебници и учебни помагала, сред които „Нашето училище и общество - как живуват“ (1895-96), „Отгде да се хване“ (1897), „Кратко ръководство по овощарство“ (1900), „Нашето семейно възпитание“ (1902), „Езиковни упражнения - ръководство за учители“ (1910), „Буквар и първа читанка“ (1911), „Възпитание на българската младеж - ръководство за учители и родители“ (1926), „Спорт и народно възпитание“ (1930), „Възпитанието на човека да изпълни призванието си“ (1931), „Английската душа - източник на английското могъщество“ (1931), „Смятанка за четвърто отделение“ (1933), „Идеалите на българския народ и службата на българското училище“ (1934), „Паисий - неговото време“ (1936), „Духът на нашите деди“ (1936), „Черноризец Храбър и Константин Преславски“ (1936) „Училищното настоятелство като народно учреждение преди Освобождението“ (1937), „България през Омуртагово време“ (1942) и „Иван Асен II“ (1942).
Петлешков владее френски и руски език. След пенсионирането си работи в Българския червен кръст, за да помага на дъщеря си, която учи медицина в Загреб.
Умира през 1943 година в София.
Според Регистъра на Столична община, район Средец, умира на 2 април 1942 година.

## Публикации
- „История на Брациговското въстание“ (1905, в съавторство);
- Закон Божи за трето отделение на основните училища (1911, съставител);
- „Ян Амос Коменски“ (1922);
- „Българската православна църква като деятел за народностно и духовно единство в миналото и днес“ (1934);
- „Паисий и неговото време“ (1936);
- „Черноризец Храбър и Константин Преславски“ (1936);
- „България през Омуртагово време“ (1942);
- „Иван Асен II“ (1942).[1]